# Bisan Owda
Bisan Owda (en árabe: بيسان عودة‎; nacida en 1997 o 1998) es una cineasta palestinaconocida por sus vídeos en las redes sociales que documentan la guerra Israel-Gaza de 2023, en la Franja de Gaza, Palestina.

## Carrera
Owda ha trabajado con la Organización de las Naciones Unidas en materia de igualdad de género, como miembro del Foro Ágora de Innovación de Género Juvenil de la ONU Mujeres. Owda también ha trabajado con la Unión Europea sobre el cambio climático, de la que es embajadora de buena voluntad.
Owda ha producido un programa, Hakawatia, que se transmite por Roya TV. Owda trabaja para el Fondo de Población de las Naciones Unidas (UNFPA).

## Presencia en línea
Hasta el 15 de octubre de 2023, Owda había acumulado más de 180.000 seguidores en Instagram. Para el 20 de noviembre de 2023, tenía dos millones de seguidores y para el 5 de diciembre de 2023 había acumulado más de tres millones de seguidores. Los vídeos de Owda sobre la experiencia de los civiles palestinos durante la guerra entre Israel y Gaza de 2023 han sido compartidos por ABC News, Al Jazeera, la BBC, Le Monde y Democracy Now!.
El 2 de noviembre de 2023, el periódico israelí The Jerusalem Post acusó a Owda de ser miembro del equipo de propaganda de Hamás, diciendo que sus publicaciones supuestamente habían recibido la atención de «conocidas figuras asociadas con el antisemitismo y las teorías de conspiración, incluido Shaun King». También citaron una publicación de Instagram que Owda hizo el 7 de octubre, en la que decía: «Por cada acción, hay una reacción. Esto significa: ¿Qué se esperaba después de 75 años de ocupación y 17 años de asedio?», en referencia a los ataques de Hamás de ese día y su informe de que las fuerzas israelíes bombardearon el hospital Al-Ahli y que «Israel estaba matando a personas que huyeron hacia el sur».
A principios de diciembre, publicó que estaba enferma con una infección viral y que «ya no tiene ninguna esperanza de sobrevivir».Tras la evacuación de Plestia Alaqad y Motaz Azaiza de Gaza, Owda es una de las pocas periodistas que continúan documentando y compartiendo en redes sociales los ataques del ejército israelí contra la población civil palestina. En mayo de 2024, ganó un Premios Peabody, uno de los más importantes en el mundo del periodismo, por su cobertura de la guerra en Gaza. El jurado destacó que: 

Informando desde su tienda improvisada a las afueras del centro médico, sabe lo que significa la supervivencia para ella y para las masas alrededor de ella, usando su espíritu indomable para mantener al mundo informado de la realidad diaria sobre el terreno en Gaza.

En agosto de 2024 fue nominada por la National Academy of Television Arts and Sciences estadounidense a un premio Emmy en la categoría de Historia Dura Sobresaliente en las Noticias, por su documental Soy Bisan desde Gaza, y Todavía Estoy Viva.

## Vida personal
Después de que las FDI ordenaron a los residentes de Gaza que evacuaran, Owda y sus padres se trasladaron de Beit Hanoun al Hospital Al-Shifa. La casa de su familia y su oficina en Rimal fueron bombardeadas, destruyendo todo su equipo de filmación.
El 3 de noviembre, fue testigo del bombardeo israelí de un convoy de ambulancias en Al-Shifa. En una entrevista con la BBC dijo que «algunas personas perdieron sus piernas, sus manos, las personas estaban tratando de cargar a los heridos. La gente estaba llorando, tratando de encontrarse unos con otros».